# آربیس
آربیس (انگلیسی: Arby's) شرکت رستوران‌های زنجیره‌ای آمریکایی است، که در سال ۱۹۶۴ توسط فارست رافل تأسیس شد.